# Danaçı
Danaçı è un comune dell'Azerbaigian situato nel distretto di Zaqatala. Conta una popolazione di 6 796 abitanti.